# George Robbins
George H. Robbins (becenevén: GRR) (Wilmington, Delaware, 1953 – West Chester, Pennsylvania, 2002. április 26.) amerikai hardver- és szoftvertervező mérnök, aki elsősorban az alsó kategóriás Amigák tervezésében való aktív részvételéről nevezetes.

## Magánélete
Robbins a Delaware állambeli Wilmingtonban született 1953-ban és a helyi Concord High School-ban diplomázott. Szenvedélye volt a görkorcsolya, a sí és a számítógépek.

## Szakmai tevékenysége
Mintegy 10 évet dolgozott a Commodore-nál, ahol volt rendszeradminisztrátor, rendszer- és alkalmazásprogramozó, illetve hardvertervező. A következő projektekben vett részt: Commodore 900, Amiga 300, Amiga 500, Amiga 600, Amiga 1200, CD32, stb. Az Amiga 500 (fejlesztői kódnevén: "Rock Lobster", mely egy The B-52’s szám címéből ered, és amely Robbins zenei ízlését tükrözi) esetében kiemelendő az Agnus chip újratervezése, mely lényegesen nagyobb tudású és olcsóbban előállítható lett elődjénél (Fat Agnus). Főként tehát az alkalmazásspecifikus integrált áramkörök (ASIC) rendszerszintű tervezésében vett részt, de volt projektmenedzser is. Alkalmanként rendszer-, levelezés-, illetve Usenet híradminisztrációt, hálózatfelügyeletet is vállalt.
A Commodore csődje után szerződéses mérnöki gyártástámogatást, illetve technológiatranszfert nyújtott a cég maradékait megszerző Escom tulajdonában álló Amiga Technologies-nek, valamint kínai ügyfelének, a Newstar/Rightiming-nek. A cég a csődjéig Amiga 1200-es rendszereket gyártott Franciaországban európai piacra, valamint Amiga 4000 torony rendszereket (A4000T) az Amerikai Egyesült Államokban és Németországban mindkét piacra. A Newstar, melyet később felvásárolt a Rightiming pedig az ázsiai piacokat célozta meg.

## Halála
Robbins 48-éves korában hunyt el a pennsylvaniai West Chesterben 2002. április 26-án kora reggel.